# Arganzuela
Arganzuela est un des vingt-et-un arrondissements de la ville de Madrid en Espagne. D'une superficie de 655,21 hectares, il abrite 151 965 habitants en 2017. 

## Géographie
L'arrondissement fait partie du noyau central de la capitale et s'étend sur un territoire de 655,21 hectares limité par la rue de Ségovie, les rondas de Ségovie, Tolède, Valence et Atocha au nord, l'avenue de la Ville de Barcelone à l'est, l'autoroute M-30 au sud-est et enfin le cours du Manzanares au sud et à l'ouest.

### Arrondissements limitrophes

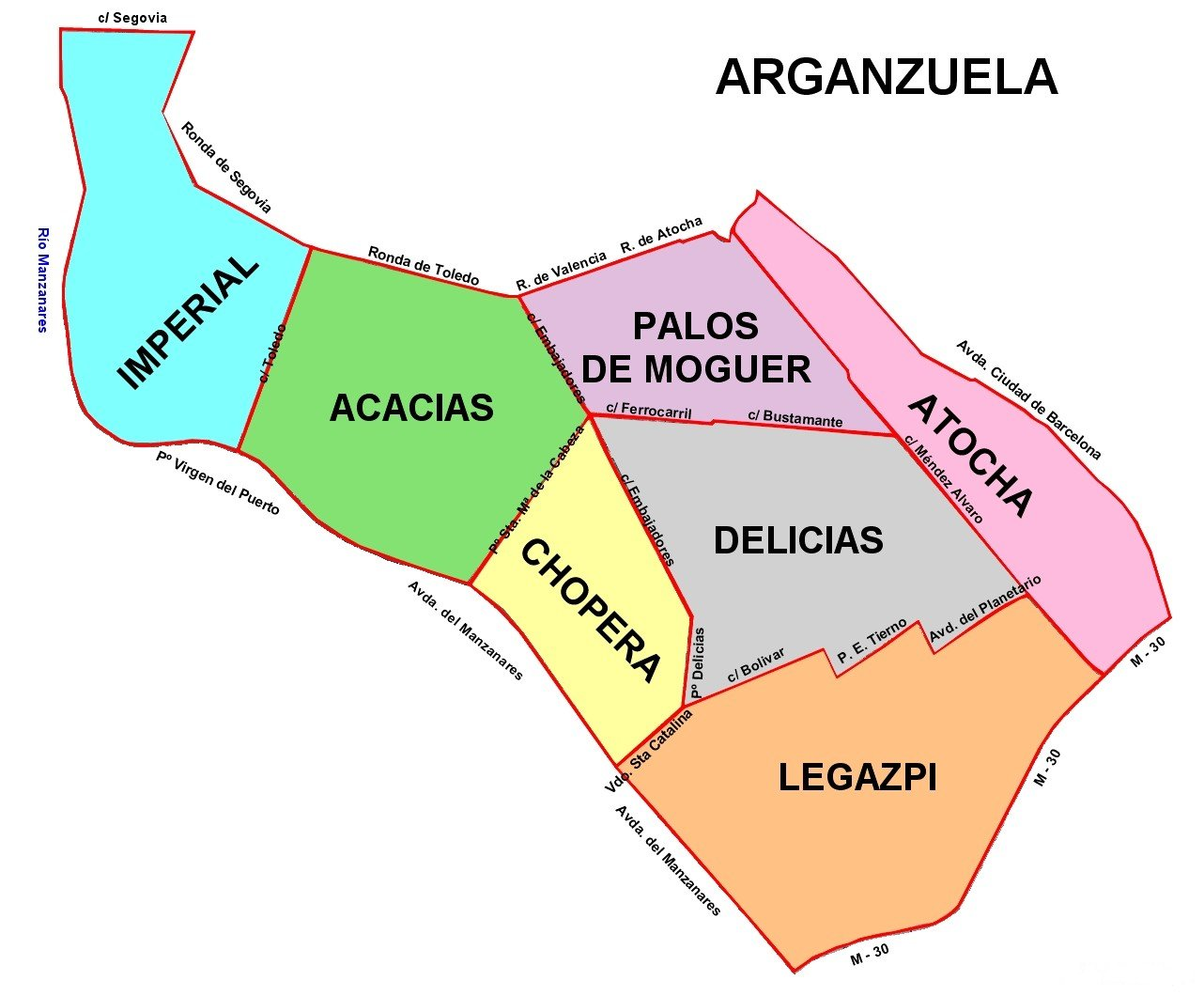
Les quartiers d'Arganzuela

L'arrondissement est divisé en sept quartiers (barrios) :
- Imperial (21)
- Acacias (22)
- Chopera (23)
- Legazpi (24)
- Delicias (25)
- Palos de la Frontera (26)
- Atocha (27)

## Politique et administration
L'arrondissement est administré par un conseil de 32 membres élus pour quatre ans. Il est présidé depuis 2019 par Cayetana Hernández de la Riva, du Parti populaire.

## Monuments
- Matadero Madrid